# リリカル*ワンダー
『リリカル*ワンダー』（リリカル ワンダー）は、柴咲コウの6枚目のオリジナルアルバム。

## 概要
初回限定盤はDVD付き。
本作発売前夜、2012年12月11日に、Shibuya O-EASTにて、「Ko Shibasaki 10th Anniversary "X'mas リリカル＊ワンダー＊パーティー"」が行われた。柴咲は、新曲の「恋守歌」、「笑おうかな -7 a.m.-」を含む、本作収録曲を中心に8曲を披露した。また、このパーティーの模様は、ニコニコ生放送やUstreamなどで、インターネット生放送された。2013年3月27日に、このパーティーのライブビデオ・ライブCDが発売された。

## 収録曲
（全作詞：柴咲コウ）
1. 恋守歌
  - 作曲：笹川美和
2. また、うまれるころには
  - 作曲・ストリングスアレンジ：渡辺シュンスケ／編曲：Schroeder-Headz
3. Strength
  - 作曲・編曲：縄田寿志／ストリングスアレンジ：Atsuko Komatsubara

24thシングル
4. My Perfect Blue
  - 作曲・編曲：内澤崇仁／ストリングスアレンジ：千住明

26thシングル
5. もう、いないよ
  - 作曲：柴咲コウ／編曲：渡辺シュンスケ、ねんりきくらぶ

24thシングル『Strength』のカップリング
6. 笑おうかな -5 p.m.-
  - 作曲：Shoko Higuchi／編曲：大河内航太／ホーンセクションアレンジ：Satoru Takeshima
7. traffic jam
  - 作曲：渡辺シュンスケ、Akira Fujita／編曲：渡辺シュンスケ
8. 血の色
  - 作曲：渡辺シュンスケ、Akira Fujita／編曲：渡辺シュンスケ、ねんりきくらぶ
9. you & me
  - 作曲：縄田寿志、ヨースケ@HOME／編曲：縄田寿志／ホーンセクションアレンジ：Satoru Takeshima
10. ANOTHER:WORLD
  - 作曲・編曲：縄田寿志

25thシングル
11. cosmic rainbow
  - 作曲・編曲：渡辺シュンスケ
12. ゆくゆくは
  - 作曲：柴咲コウ、奥田民生／編曲：奥田民生

26thシングル
13. 笑おうかな -7 a.m.-
  - 作曲：Shoko Higuchi／編曲：Konnie-PLASMO'-Aoki

### 初回限定盤DVD
1. また、うまれるころには –Music Video-
2. Strength –Music Video-
3. My Perfect Blue –Music Video-
4. ANOTHER:WORLD –Music Video-